# Rapid E-learning
Rapid E-læring er E-læring, der er kendetegnet ved at være produceret på relativt kort tid (dage til uger) og med enkle værktøjer, der ikke kræver kompliceret programmeringserfaring.
Rapid E-learning, på dansk også kaldet Rapid E-læring, Rapid Læring eller Hurtig E-læring er en af de nyeste trends inden for den elektroniske undervisning. Der findes ikke nogen officiel dansk oversættelse af det engelske begreb, og der bruges, traditionen tro, flere forskellige udtryk om det samme forhold. Det særlige ved Rapid E-læring er at programudviklingen er rykket fra kursusudviklere over til den emnefaglige specialist, f.eks. en faglærer på en skole, en teknisk specialist eller ildsjæl, der ønsker at benytte nettets muligheder for kommunikation og videndeling.

## Historisk baggrund
Den væsentligste grund til at begrebet Rapid E-læring er opstået er, ifølge flere amerikanske og engelske artikler, at mange virksomheder er blevet lidt trætte af, at e-læring koster så mange penge og tager så lang tid at udvikle. I takt med en verden, der er mere og mere foranderlig, er man generelt mere interesseret i enkle og hurtige løsninger, der på kort tid kan tilpasses skiftende uddannelses- og træningsbehov. Mange organisationer har ikke tid til eller midler til at vente på, at pædagoger, grafikere, programmører og faglige specialister er måneder, måske år, om at udvikle højt prioriteret programmer. 
Hvorfor ikke udnytte den hurtige udvikling inden for edb og informatik til at udvikle mere specifikke præsentationsprogrammer, som både er billige at købe, enkle at betjene og som kan eksportere slutproduktet til en hjemmeside, hvorfra potentielle elever, kunder og andre brugere kan gennemfører uddannelse og træning. Mange organisationer har allerede, ofte uden at vide det, brugt metoden i flere år. Brugen af præsentationsprogrammer som Microsoft PowerPoint m.fl. er flittigt blevet brugt til nogen der tangere Rapid E-læring. Vi har måske bare ikke før set på det i den sammenhæng. 

## Mange muligheder
Mulighederne og scenarierne for Rapid E-læring er mange, og det er kun fantasi og økonomi der sætter grænserne. I erhvervslivet, også det danske, er der efterhånden mange aktører der gør sig til eksperter på området. Deres tilbud går lige fra salg af enkle plugins og programmer over mere avancerede programmer, der via SCORM standarden arbejder sammen med gængse LMS systemer til salg af konsulentstøtte, produktionskapacitet, hosting og drift af Rapid E-læring løsninger.

## Hvad kan Rapid E-læring bruges til?
Rapid E-læring kan bruges i mange sammenhænge og potentialet er, set frem i tiden, stort. 
Mulighederne er i høj grad afhængig af målgruppens sammensætning, valgte programmer, hvilke behov der ønskes dækket og hvor ”dyb” læringen ønskes gennemført. Det kunne være situationer som:
- Præsentationer
  - F.eks. lov og regelstof, introduktion af nye produkter og metoder, rapporter, resumeer etc.
- Instruktioner
  - F.eks. gennemgang af procedurer, brugermanualer og -instruktioner.
- Træning i processer
  - F.eks. sagsbehandling, brug af produkter og metoder, love og regler, kundebetjening, udarbejdelse af Rapid E-læring ;-)
- Forskellige former for test, kontrol og evaluering

Ovenstående er blot eksempler hvor der uundgåeligt vil være snitflader til en eller flere af e-læringsmarkedets andre programmer og metoder.